# Cresfontes
Segons la mitologia grega, Cresfontes (en grec antic: Κρεσφόντης, llatí: Cresphontes) va ser un heroi tessali. Era de l'estirp dels heraclides, els descendents d'Hèracles, en tant que fill d'Aristòmac, que al seu torn era fill de Cleodeu i net d'Hil·los, el fill d'Hèracles.

## Història

### Conquesta del Peloponnès
Juntament amb els seus germans Temen i Aristodem emprengué la conquesta del Peloponnès liderant els doris, amb la missió de, tal com deia la profecia, recobrar el territori que havia dominat Hèracles, el seu rebesavi. Abans d'aquests tres, ja el seu besavi Hil·los i el seu pare Aristòmac havien assajat la conquesta, però havien fallit. Així doncs, Temen tornà a consultar l'oracle, que li repetí la resposta que havia donat als anteriors: que calia atacar «pel camí estret». Temen comprengué que no calia atacar per l'istme de Corint, com els anteriors, ans per l'estret de Naupacte. Així, els tres germans dugueren a terme la invasió, que conclogué, ara sí, amb victòria, tal com havia pronosticat l'oracle anteriorment: «després de la darrera collita».

### Repartiment de la conquesta
Finalitzada la campanya, els tres germans es van repartir el país. A tal fi, en varen fer tres parts (Argòlida, Lacedemònia i Messènia) i les varen sortejar llençant una pedreta en un càntir ple d'aigua i recollint-les de nou: l'Argòlida seria pel llançador de la primera pedra recollida, Lacedemònia pel de la segona i Messènia pel de la tercera. Però Cresfontes, que volia Messènia, el territori més ric, no va llançar una pedra, ans un terròs, que es va desfer tot d'una, i les dues altres pedres varen sortir abans: d'aquesta manera Cresfontes va regnar sobre Messènia, Temen a Argos i Aristodem a Esparta. La història de l'engany de Cresfontes és una creació per deslegitimar el seu regnat sobre Messènia i justificar el dret dels espartans de dominar aquest territori, originada probablement durant les Guerres messèniques.
Es diu també que, una vegada assignats els territoris, cadascun dels germans va alçar un altar a Zeus, i damunt aquests altars van trobar un signe relacionat amb el caràcter del poble que governarien: a l'altar de l'amo d'Argos, un gripau; al de Lacedemònia, una serp; i al de Messènia, una guineu. Aquest relat també forma part de la creació espartana per legitimar el seu domini sobre Messènia.

### Mort i successió
Cresfontes va dividir el territori de Messènia en cinc districtes. Va concedir als aqueus locals els mateixos drets que als doris invasors, i va triar com a capital la ciutat d'Esteniclaros. Però aquesta disposició no va agradar als doris, i Cresfontes els va assignar Esteniclaros com a residència permanent. Al cap de poc temps, els terratinents rics es van alçar en armes, perquè la ciutat centralitzava el poder: liderats per Polifontes, van matar el rei i dos dels seus fills. Polifontes, seguint l'antiga tradició dels mites grecs, esdevé rei de Messènia per mitjà de casar-se amb Mèrope, l'esposa de Cresfontes, que era filla del rei Cípsel. Finalment, el tercer fill de Cresfontes, Èpit, que havia escapat de la matança del seu pare i els seus germans i havia estat criat a Arcàdia amb el seu avi Cípsel, assolí la venjança, matant Polifontes i esdevenint rei de Messènia.

## Culte
Pausànies dona notícia (IV 27.6) que, en el moment de la fundació de la nova Messene, organitzada per Epaminondes, s'invocà Cresfontes com un dels principals herois del país, juntament amb Èpit. El mateix Pausànies (IV 31.11) indica que al temple de Messene, a la ciutat homònima, hi havia un retrat de Cresfontes, juntament amb altres reis de Messènia, com Afareu i els seus fills, i Nèstor i els seus fills, Trasimedes i Antíloc, com a reis de Pilos.